# Mon rabbin chez mon curé
Pour les articles homonymes, voir Abie's Irish Rose.
Pour plus de détails, voir Fiche technique et Distribution.
Mon rabbin chez mon curé (Abie's Irish Rose) est un film américain réalisé par Victor Fleming, sorti en 1928.

## Synopsis
Abie Levy, un garçon juif, tombe amoureux de Rosemary Murphy, une irlandaise catholique qu'il épouse secrètement et ment au reste de sa famille en leur disant qu'elle est juive. Découvrant la vérité, les pères de la mariée et du marié sont d'abord horrifié par la religion de l'autre mais avec la naissance de petits-enfants jumeaux, leur antagonisme s'estompe vite.

## Fiche technique
- Titre : Mon rabbin chez mon curé
- Titre original : Abie's Irish Rose
- Réalisation : Victor Fleming
- Scénario : Jules Furthman, Julian Johnson et Herman J. Mankiewicz d'après la pièce d'Anne Nichols
- Photographie : Harold Rosson
- Montage : Eda Warren
- Pays d'origine : États-Unis
- Format : Noir et blanc
- Genre : comédie dramatique
- Date de sortie : 1928

## Distribution
- Buddy Rogers : Abie Levy
- Nancy Carroll : Rosemary Murphy
- Jean Hersholt : Solomon Levy
- J. Farrell MacDonald : Patrick Murphy
- Bernard Gorcey : Isaac Cohen
- Ida Kramer : Mme Isaac Cohen
- Nick Cogley : Père Whalen
- Thelma Todd
- Leon Janney : Little Abie (non crédité)
- Rosa Rosanova